# 張翀 (正德進士)
張翀（1478年—？），字習之，四川潼川州人，民籍，明朝政治人物。

## 生平
正德六年（1511年）辛未科進士，選庶吉士，改刑科給事中。因病辭職，後起為戶科給事中。累升至禮科都給事中，多次進言反對小人干政。嘉靖初年，因在大禮議事件中多次抗疏，下詔獄，行杖刑，謫戍瞿塘衛。十餘年後放還歸鄉。

## 家族
曾祖張忠；祖父張文繡；父張伯璣，母吳氏；繼母龔氏。妻杜氏。兄張羾、張𦐥，弟張翴、張𦐣。

## 延伸阅读
[在维基数据编辑]
 《明史卷一百九十二》，出自《明史》